# Noodasjärv
Noodasjärv är en sjö i Estland. Den ligger vid byn Noodasküla i Lasva kommun i landskapet Võrumaa, i den sydöstra delen av landet, 230 km sydost om huvudstaden Tallinn. Noodasjärv ligger 72 meter över havet. Arean är 0,29 kvadratkilometer. Såväl tillflöde som avvattning sker genom floden Iskna jõgi, ett sydligt biflöde till Võhandu jõgi.